# Glypta panamintana
Glypta panamintana là một loài tò vò trong họ Ichneumonidae.